# Маккарти, Джей
Джей Маккарти (англ. Jay McCarthy, род. 8 сентября 1992 в Мэриборо, Австралия) — австралийский профессиональный шоссейный велогонщик, выступающий с 2017 года за команду мирового тура «Bora-Hansgrohe».

## Достижения
2011
3-й Чемпионат Австралии в индивид. гонке
1-й Этапы 1 & 2 (КГ) Тур Тюрингии U23
2012
1-й  Классика Новой Зеландии
1-й  Молодёжная классификация
1-й Этап 2
1-й Трофей Виченцы
1-й Этап 6 Тур Бретани
1-й Пролог Тур де л'Авенир
2-й Гран-при Каподарко
Тоскана – Земля Велоспота
1-й  Очковая классификация
1-й  Молодёжная классификация
1-й Этап 4
2015
3-й Тур Турции
2016
4-й Тур Даун Андер
1-й  Молодёжная классификация
1-й Этап 2
1-й Этап 5 (КГ) Тур Хорватии
2017
3-й Тур Даун Андер
9-й Кэдел Эванс Грейт Оушен Роуд
2018
1-й Кэдел Эванс Грейт Оушен Роуд
1-й Этап 3 Тур Страны Басков
2-й Чемпионат Австралии в групповой гонке
2019
8-й Кэдел Эванс Грейт Оушен Роуд

## Статистика выступлений

### Гранд-туры
| Гонка          | 2014 | 2015 | 2016 | 2017 | 2018 |
| -------------- | ---- | ---- | ---- | ---- | ---- |
| Джиро д'Италия | 91   | —    | 88   | —    | —    |
| Тур де Франс   | —    | —    | —    | 94   | —    |
| Вуэльта        | —    | 66   | —    | —    | 91   |